# 若泽·克莱伯森
若泽·克莱伯森·佩雷拉（葡萄牙語：José Kléberson Pereira，1979年6月19日—）是一名巴西足球運動員，曾是2002年世界杯冠軍成員，現時已退役。

## 生平
克萊伯森於帕拉尼恩斯開始職業生涯並贏得2001年巴西甲組足球聯賽。6個月後，2002年世界杯，當時巴西國家隊主帥史高拉利把他選入在內，結果成為冠軍成員。而決賽巴西對德國時，基巴臣和分別中柱的遠射令球迷津津樂道。史高拉利稱克莱伯森是「driving force of the team」，意即球隊的摩打。
世界杯後各巴西隊成員知名度大增，其中克萊伯森於該年夏季加盟到英超曼聯。不過克萊伯森只為球會上陣28場比賽（他為曼聯第二次上陣就肩膀脫臼，此後不過為球隊邊緣球員）。他在曼聯度過兩個失意的球季，終而失去國家隊的位置。
2005年8月8日他轉投至土耳其比錫達斯，據報轉會費達250萬英鎊。他簽了三年合約，在簽約儀式上他向記者表示「我由一家大球會轉至另一家，我感到很高興。」及後他表示轉會是因為曼聯領隊費格遜當時沒給予他足夠信心。亦有報道說他選擇比錫達斯是因為與他同鄉艾列頓（前史浩克04球員，2005年轉會至比錫達斯）的談話。

## 榮譽
- 2002世界盃冠軍
- 2002-03英格蘭超級足球聯賽冠軍